# Tano Bato (Panyabungan Selatan)
Tano Bato is een bestuurslaag in het regentschap Mandailing Natal van de provincie Noord-Sumatra, Indonesië. Tano Bato telt 947 inwoners (volkstelling 2010).